# اس‌تی‌وی
اس‌تی‌وی (انگلیسی: STV) شرکت رسانه‌ای اسکاتلندی است، که در سال ۲۰۰۶ تأسیس شد.